# Конрад V (Оелс)
Конрад V „Кантнер“ фон Оелс (на немски: Konrad V. von Oels/Konrad V. „Kanthner“; * 1381/1387; † 10 септември 1439) е от 1412 до смъртта си 1439 г. херцог на Олешница/Оелс, Козел (Козле), Щайнау (Сцинава) и на половин Бойтен (Битом) заедно с братята му, и от ок. 1416 г. на Волау. Той произлиза от клон Глогау на силезийските Пясти.

## Живот
Той е син на херцог Конрад III фон Оелс († 1412) и съпругата му Юта/Гута († 1416/19). Братята му са Конрад IV „Стари“ († 1447), херцог на Оелс и Бернщат; епископ на Бреслау/Вроцлав (1417 – 1447), Конрад VI „Дехант“ († 1427), херцог на Оелс и Щайнау, Конрад VII „Стари Белия“ († 1452), херцог на Оелс и др., Конрад VIII „Млади“ († 1444/47), херцог на Оелс, рицар на Тевтонския орден. Сестра му Еуфемия (Офка) († 1444) е омъжена на 14 януари 1420 г. за курфюрст Албрехт III фон Саксония-Витенберг († 1422), и през 1432 г. за княз Георг I фон Анхалт-Цербст († 1474). Сестра му Хедвиг († 1447/53) е омъжена 1423/30 г. за херцог Хайнрих IX фон Глогов († 1467).
След смъртта на баща му Конрад III през 1412 г. по-малките братя първо са под опекунството на най-големия им брат Конрад IV „Сеньор“. През 1416 г. наследството на баща им се раздяля формално, братята управляват териториите си отчасти заедно.
През 1431 г. Конрад V „Кантнер“ и Конрад „Стари Белия“ основават в Козел миноритски манастрир. През 1434 г. те купуват Конщат/Волчин от херцога на Лигниц Лудвиг II.
Както брат им епископ Конрад IV „Сеньор“, братята Конрад „Кантнер“ и Конрад „Стари Белия“ се бият с хуситите. Затова император Сигизмунд Люксембургски им дава 1434 г. права над митата.
Конрад „Кантнер“ умира от чума на 10 септември 1439 г. Опекунството над малолетните му деца поема брат му Конрад „Стари Белия“.

## Фамилия
Конрад V фон Оелс се жени 1411 г. за Маргарета († 1449/50). Те имат децата:
- Конрад IX „Черния“ фон Оелс (* 1415/20; † 14 август 1471), херцог заедно с братята му (1450 – 1452), женен 1452/53 г. за Маргарета († сл. 5 май 1483), дъщеря на херцог Зимовит V от Мазовия
- Конрад X „Белия“ фон Оелс (* 1420; † 21 септември 1492), херцог на Оелс (1471 – 92), женен за Доротея Райнкенберг († 1471). С него измира клонът Оелс на линията Глогау на силезийските Пясти.
- Агниезка († септември 1448), омъжена 1437 г. за граф Каспар Шлик фон Пасаун, канцлер на Свещената римска империя († 4 юли 1449)
- Анна († сл. 15 август 1482), омъжена ок. 1444 г. за херцог Владислав I от Мазовия († 11/12 декември 1455)
- Малгорзата († 10 май 1466), абатиса на Требниц/Тшебница 1456